# Cromossomo sexual

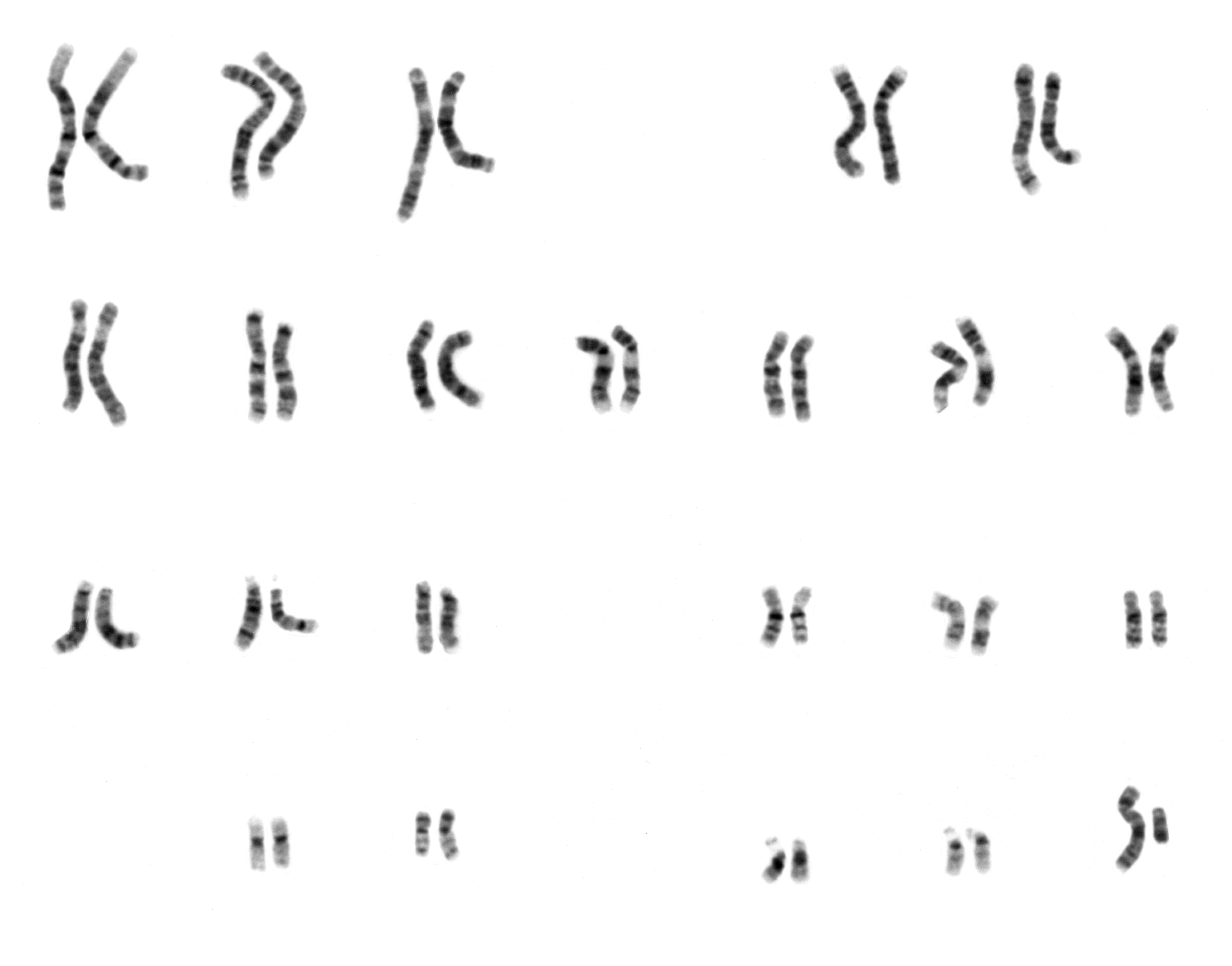
Cariótipo humano, com os cromossomas sexuais no canto inferior direito

O cromossomo sexual(pt-BR) ou cromossoma sexual(pt-PT?) é um tipo de cromossomo, encontrado em células da maioria dos organismos, e determina o sexo dos indivíduos.
A maioria das plantas e animais são organismos diploides (2n): possuem duas cópias de cada cromossomo. Nos núcleos das células, os cromossomos são encontrados em conjuntos de pares idênticos, excetuando-se um par de cromossomos. Os cromossomos pareados são chamados de autossomos. Os cromossomos não-pareados são chamados de cromossomos sexuais.
No caso da espécie humana, o total de cromossomos é de 23 pares, sendo 22 pares de autossomos e um par de cromossomos sexuais (XX ou XY).

## Mecanismos de determinação dos tipos de sexos

### Machos heterogaméticos
É o mecanismo da espécie humana e aparentemente em todos os outros mamíferos (com exceção do ornitorrinco), no qual a presença do cromossomo Y determina a masculinidade.
O sexo, nestes casos, é caracterizado por:
- Fêmeas: Apresentam em suas células somáticas um número par de cromossomos do tipo XX e produzem apenas um tipo de gameta, com cromossomo X
- Machos: Apresentam em suas células somáticas um número par de cromossomos do tipo XY e produzem dois diferentes gametas, X e Y.

Neste caso a proporção de 50% de machos e 50% de fêmea se mantém pois os cruzamentos envolvem indivíduos XX cruzando com XY.

Nos insetos, como os percevejos (hemípteros) e gafanhotos e baratas (Orthoptera e Blattodea respectivamente) o número de cromossomos X é o determinante do sexo. 
Já nestes casos, o sexo caracteriza-se por:
- Fêmeas: Apresentam em suas células somáticas um número par de cromossomos do tipo XX + 2A e produzem apenas um tipo de gameta, A + X.
- Machos: Apresentam em suas células somáticas um número ímpar de cromossomos do tipo 2A + XO e produzem dois diferentes gametas, (A + X) e (A).

Também neste caso a proporção de 50% de machos e 50% de fêmea se mantém pois os cruzamentos envolvem indivíduos XX cruzando com XO.

### Fêmeas heterogaméticas
É o mecanismo de borboletas, mariposas e alguns peixes e aves.
Neste caso o mecanismo de determinação do sexo é assemelhado a apresentada pelos mamíferos e a espécie humana, mas, neste caso, as fêmeas são heterogaméticas. Para tornar o entendimento da diferenciação dos cromossomos mais clara o cromossomo X passa a ser representado por Z e o Y por W. Os sexos passam a ser caracterizados por:
- Fêmeas: Apresentam constituição cromossômica 2A + ZW e produzem dois diferentes tipos de gametas.

- Machos: Apresentam constituição cromossômica 2A + ZZ e apenas produzem um tipo de gameta: A + Z

### Balanço gênico
A determinação de sexo pelo mecanismo de balanço gênico é a evidenciada nos insetos do gênero Drosophila. Primeiramente imaginou-se que a determinação de sexo nestes insetos se daria por um mecanismo similar ao apresentado pelos mamíferos e a espécie humana. Porém, após observações citológicas em células somáticas foi constatado que um conjunto diploide de 8 cromossomos (2x = 8), no qual os machos apresentam constituição cromossômica 2A + XY e as fêmeas 2A + XX.
Baseando-se nas observações de tipos sexuais, foi posteriormente proposto que a determinação do sexo em Drosophila seria uma função de um "índice sexual"  que é uma função de um balanço entre cromossomos X e conjuntos autossomais, conforme descrito a seguir:
IS = (Número de cromossomos X)/(Número de conjunto autossomais)

### Haplodiploidismo
O haplodiploidismo é um mecanismo de determinação de sexo complexo característico dos Hymenopteros (formigas, abelhas e vespas). No caso das abelhas, o sexo masculino é definido pela condição haploide (ou monoploide) e no sexo feminino pela condição diploide dos indivíduos. As fêmeas, cujos organismos são diploides, dependem de sua alimentação para adquirir sua fertilidade. A alimentação prolongada com geleia real possibilita a formação de rainhas que são responsáveis pela formação da colmeia.

## Outros mecanismos de determinação do sexo
Deve-se observar que existem mecanismos de determinação do sexo não cromossomiais, como o efeito de genes e o efeito do ambiente.
Em algumas espécies de crocodilos, jacarés, tartarugas e lagartos, o sexo da prole depende da temperatura de incubação dos ovos. Nas tartarugas marinhas, por exemplo, se os ovos forem incubados a temperaturas muito baixas, os indivíduos que eclodirem serão machos, se os ovos forem incubados em temperaturas altas, os indivíduos serão fêmeas.